# La Corrida
Pour les articles homonymes, voir Corrida (homonymie).
La Corrida est une huile sur toile réalisé par Édouard Manet entre 1864 et 1865 conservé à la Frick Collection à New York. Elle est une partie d'une composition plus large, Épisode d’une course de taureaux, que Manet a scindé en deux parties  pour obtenir deux tableaux distincts: L'Homme mort et La Corrida.

## Le découpage
Après avoir redécoupé Épisode, Manet a retravaillé ensuite L'Homme mort, et  découpé La Corrida de façon à garder trois toreros à la barrière : le premier titre choisi pour cette œuvre était  d'ailleurs Toreros en action,. Mais s'il voulait garder les hommes en pied, il fallait qu'il coupe pratiquement tout le taureau. L'artiste décida plutôt de couper les pieds du torero de gauche et de rogner sur la foule dans les gradins

## Un spectacle à l'aspect brillant
Le 14 septembre 1865, Manet écrit à Baudelaire : 

« Un des plus beaux, des plus curieux, et des plus terribles spectacles que l'on puisse voir, c'est une corrida. J'espère, à mon retour, mettre sur la toile l'aspect brillant, papillotant et en même temps dramatique de la corrida à laquelle j'ai assisté. »

Lorsque Manet a réalisé Épisode d’une course de taureaux, il n'était encore jamais allé en Espagne. C'est à la suite de ce voyage qu'il exprime son admiration pour la corrida dans la lettre adressée à Baudelaire le 14 septembre 1865. Sur ce même thème, il a réalisé plusieurs grands formats : Le Matador saluant que Louisine Havemeyer acheta à Théodore Duret , et Combat de taureau actuellement conservé au Musée d'Orsay à Paris.

Fortement impressionné par le spectacle des arènes, Manet précise, dans une lettre  à Zacharie Astruc,  le 17 septembre 1865, qu'il compte :

« Mettre sur la toile l'aspect rapide de cet assemblage de monde tout bariolé, sans oublier la partie dramatique, picador et cheval renversés, labourés par les cornes du taureau furieux et l'armée de chulos cherchant à écarter l'animal. »